# Döben (Grimma)
Döben ist eine Ortschaft und ein Ortsteil der Großen Kreisstadt Grimma im Landkreis Leipzig in Sachsen. Die Gemeinde Döben wurde am 1. Januar 1994 nach Grimma eingemeindet. Seitdem bilden Döben und seine ehemaligen Ortsteile Dorna, Grechwitz und Neunitz die Ortschaft Döben.

## Geographie

### Geographische Lage und Verkehr
Döben liegt etwa drei Kilometer östlich von Grimma über dem rechten Ufer der Vereinigten Mulde. Östlich des Orts befindet sich der Döbener Wald. Der südliche Ortsteil Göhrengasse war als Göhren bis ins 16. Jahrhundert ein eigenständiger Ort.
Zwischen 1877 und 1967 verlief unterhalb des Hochufers von Döben die Bahnstrecke Glauchau–Wurzen (Muldentalbahn), deren Trasse heute als Muldentalbahn-Radweg Teil des Mulderadwegs ist. Der an dieser Bahnstrecke gelegene Haltepunkt Dorna–Döben befand sich östlich des Nachbarorts Dorna. Er wurde von 1910 bis 1967 im Personenverkehr bedient.

### Nachbarorte
| Dorna   | Bahren                                      | Golzern   |
| Grimma  | Kompassrose, die auf Nachbargemeinden zeigt |           |
| Neunitz |                                             | Grechwitz |

## Geschichte

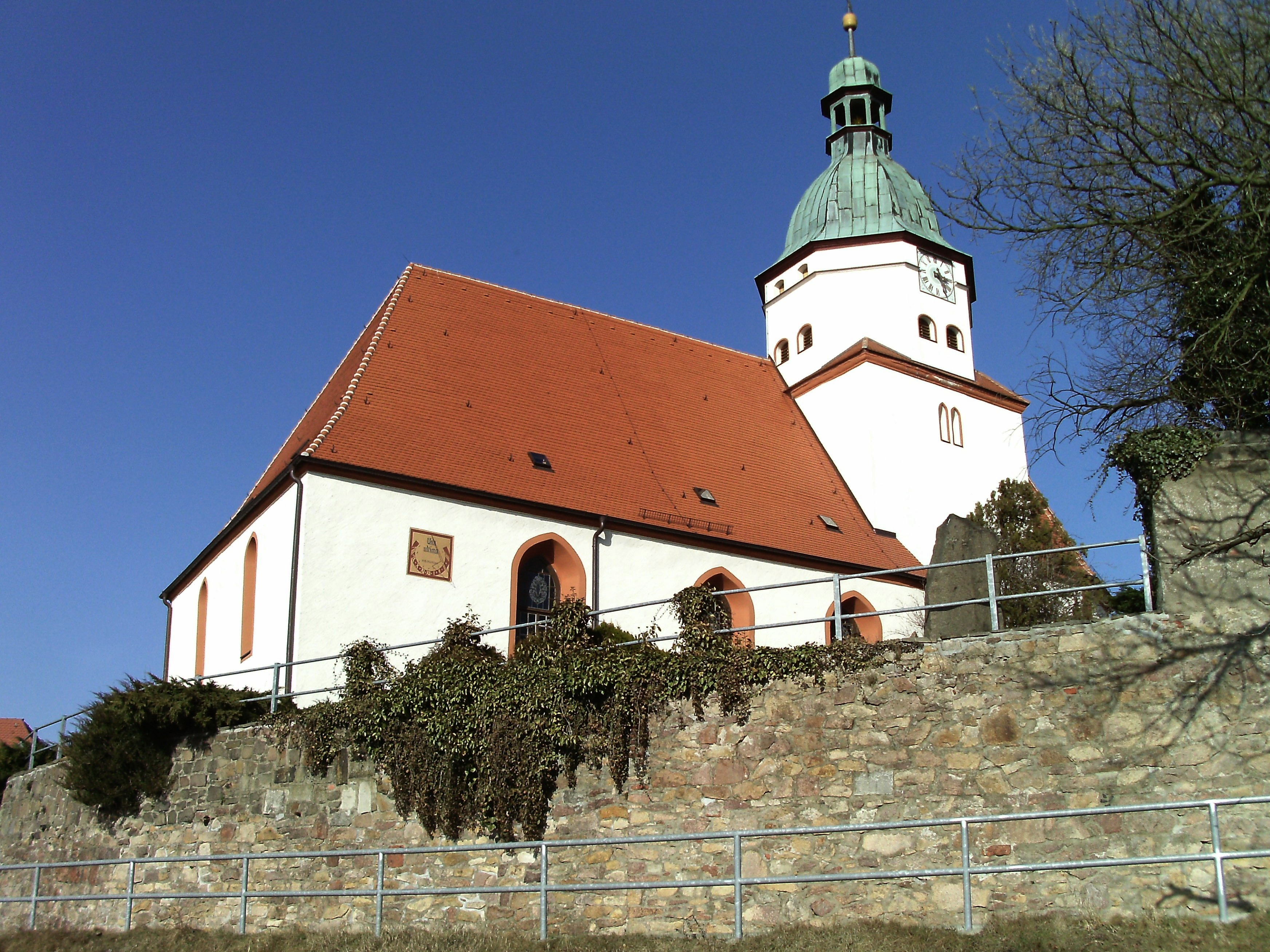
Kirche Döben

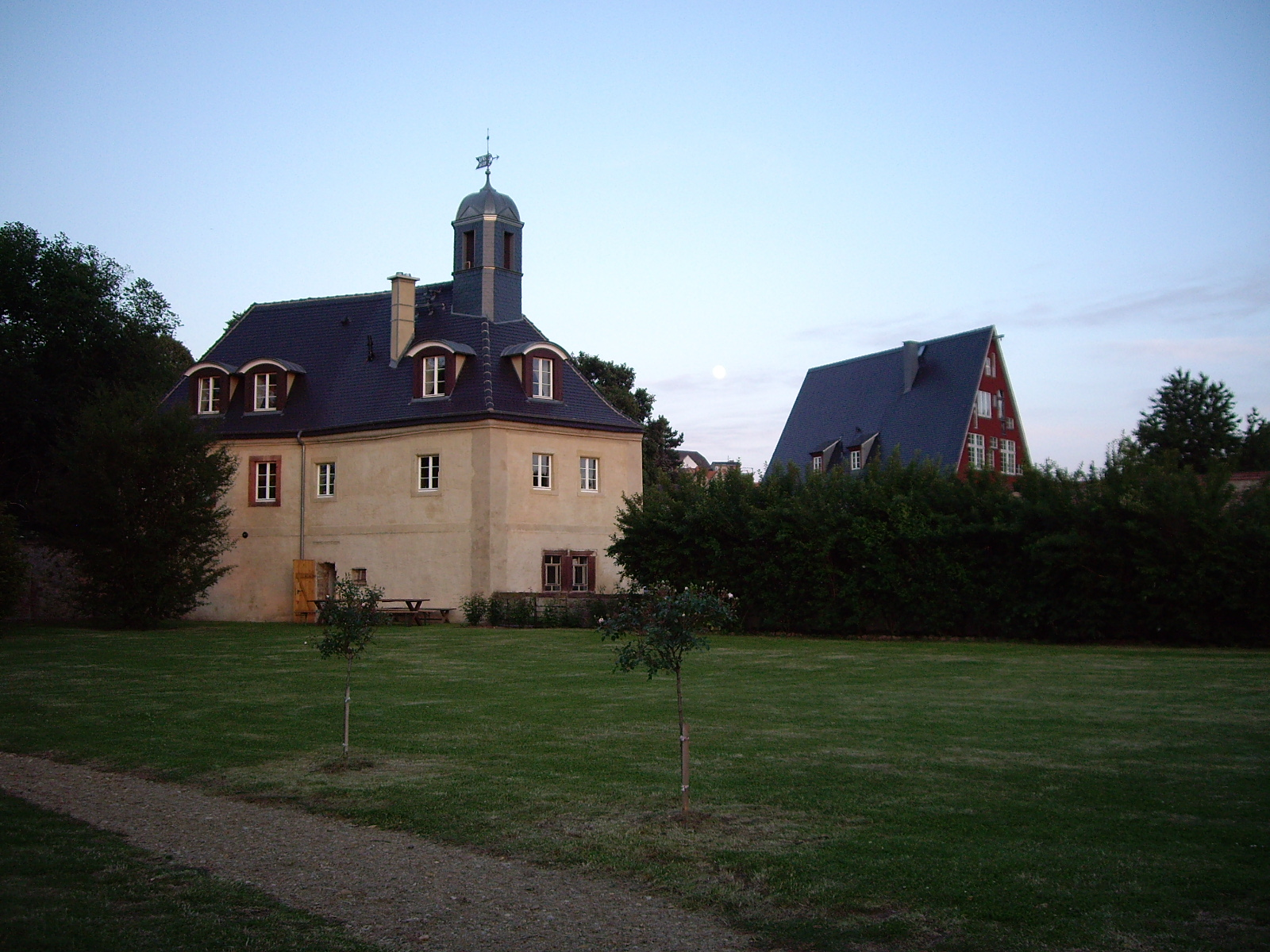
Schloss Döben (2009)

Die Gegend um Döben war bereits zur Bronzezeit bewohnt. Davon zeugt die ehemalige Wallburg Der Zetten am Hochufer der Mulde nordöstlich von Döben. Mit einer Siedlungsfläche von 450 × 350 m ist Der Zetten der größte Rechteckwall Sachsens. Er wurde zwischen dem 9. und 11. Jahrhundert von Slawen genutzt. Im Jahr 1012 wurde Urbs galoci als eigenständige Siedlung mit der slawischen Volksburg erwähnt. Von dieser Wallburg sind heute lediglich der Turmhügel und Wallreste erhalten. Die Straße Zetten erinnert an die Wallburg.
Im späten 10. Jahrhundert entstand vermutlich im Bereich der Kirche ein Burgward. Aus diesem entwickelte sich zwischen zwei zur Mulde führenden Tälern ein Rundling mit sehr großem Dorfplatz. Im Jahre 1046 wurde Döben im Zusammenhang mit dem Burgward Groby erstmals urkundlich genannt. 1117 eroberte Wiprecht von Groitzsch den Ort Döben (Dewin) und zerstörte die Burg Döben. Im Jahr 1185 erfolgte die Ernennung der Burg Döben zur Reichsburg und die Einsetzung von Reichsburggrafen. Hier auf der Burg hielt Albrecht der Stolze 1188 seinen Vater im Taubenturm gefangen, bis ihn Kaiser Friedrich Barbarossa befreite. Nachdem die Burggrafen von Döben etwa 100 Jahre ihren Sitz auf der Burg Döben hatten, kam die Anlage im Jahr 1286 unter die Herrschaft der Markgrafen von Meißen aus dem Haus Wettin. Die Burgherrschaft ging zu Beginn des 14. Jahrhunderts an die Burggrafen von Leisnig. Die Herren von Luppa übernahmen um 1400 die Burggrafschaft Döben als Lehen, bevor sie durch Heirat im Jahr 1440 an die Familie von Maltitz überging. Unter ihnen wurde um 1500 das Rittergut im Bereich der Burg errichtet, welches ab 1551 nachweislich die Grundherrschaft u. a. über das als Städtchen (1551) bzw. Flecken (1606) bezeichnete Döben und den Nachbarort Göhren ausübte. Das Zeilendorf Göhren, welches heute als Göhrengasse bezeichnet wird, befindet sich zwischen Döben im Norden und der Schäferei im Süden und ging im 16. Jahrhundert vollständig in Döben auf. Weitere Besitzer des Ritterguts Döben waren die Familien von Hirschfeldt (ab 1556), von Canitz (ab 1569), von Schönfeldt (ab 1580), von Arnim (ab 1661) und ab 1783 bis 1945 die Familie von Below (auch: von Böhlau genannt). Nachdem ein Großbrand im Jahr 1857 das Gebäude nahezu völlig zerstörte, erfolgte ein Neuaufbau im Stil der Neorenaissance.
Die Chorturmkirche von Döben ist romanischen Ursprungs und datiert aus dem 12. Jahrhundert. Nach einem inneren und äußeren Umbau im Jahre 1698 erhielt die Kirche ihre heutige Gestalt. Bemerkenswert sind ein Spätrenaissance-Altar, eine Kanzel aus dem 17. Jahrhundert, ein romanischer Taufstein sowie interessante alte Grabplatten, darunter die Porphyrplatte eines Döbener Burggrafen (um 1200). 1563 wurde erstmals ein Kirchschullehrer genannt. Das alte Schulgebäude ist wahrscheinlich durch Erweiterungsbauten um 1650, 1735 und 1778 aus dem ehemaligen Küsterhaus entstanden. 1968 erfolgte ein Schulneubau, der 1988 erweitert wurde. 1999 wurde sie endgültig geschlossen.
Döben gehörte bis 1856 zum kurfürstlich-sächsischen bzw. königlich-sächsischen Erbamt Grimma. Bei den im 19. Jahrhundert im Königreich Sachsen durchgeführten Verwaltungsreformen wurden die Ämter aufgelöst. Dadurch kam Döben im Jahr 1856 unter die Verwaltung des Gerichtsamts Grimma und 1875 an die neu gegründete Amtshauptmannschaft Grimma. An dem am 30. Juni 1877 eröffneten Abschnitt Großbothen–Wurzen der Bahnstrecke Glauchau–Wurzen (Muldentalbahn) erhielt Döben gemeinsam mit dem Nachbarort Dorna im Jahr 1910 den Haltepunkt Dorna-Döben. Nach 1910 erhielt Döben elektrischen Strom. Es gründete sich eine Wassergenossenschaft, die einen kleinen Teil des Ortes mit fließendem Trinkwasser versorgte. 1935 feierte der Ort die 1000-Jahr-Feier. Das im Jahr 1857 im Stil der Neorenaissance wiederaufgebaute Schloss Döben wurde im April 1945 durch amerikanischen Artilleriebeschuss zerstört. Nachdem Carl von Böhlau im Jahr 1945 verstorben war, erbte sein Neffe Carl Otto von Hoenning O’Carroll den Grundbesitz. Im Zuge der Bodenreform in der Sowjetischen Besatzungszone ab 1945 wurde er allerdings im Herbst 1945 enteignet und die landwirtschaftlichen Flächen mit Einführung der Bodenreform durch Neubauern genutzt. Das durch die Kriegseinwirkungen teilweise beschädigte Schloss wurde geplündert und zusehends zur Baumaterialgewinnung genutzt. Einige Gebäude des Ensembles dienten nach 1945 Flüchtlingen und Vertriebenen (sogenannten Umsiedlern) als Wohnung.
Durch die zweite Kreisreform in der DDR im Jahr 1952 wurde die Gemeinde Döben dem Kreis Grimma im Bezirk Leipzig angegliedert. Anfang der 1960er-Jahre wurde begonnen, das gesamte Dorf mit einem Trinkwasser-, Stadtgas- und teilweisem Abwasserkanalnetz auszustatten. Zum 1. Januar 1967 wurden Grechwitz und Neunitz eingemeindet und der zuvor zu Grimma gehörige Ort Dorna in die neue Gemeinde Döben umgegliedert. Mit der Einstellung des Personenverkehrs auf dem Abschnitt Grimma unt Bf–Nerchau ging der Haltepunkt Dorna-Döben am 28. Mai 1967 außer Betrieb. Auf der Trasse entstand der Muldentalradweg. Nachdem der Döbener Schlosskomplex zunehmend verwahrloste, wurde er aus Sicherheitsgründen im Jahr 1971 gesprengt.
Die Gemeinde Döben mit ihren drei Ortsteilen kam im Jahr 1990 zum sächsischen Landkreis Grimma, der 1994 im Muldentalkreis bzw. 2008 im Landkreis Leipzig aufging. Seit der Eingemeindung von Döben nach Grimma am
1. Januar 1994 bildet Döben mit seinen einstigen Ortsteilen Dorna, Grechwitz und Neunitz die Ortschaft Döben der Stadt Grimma. Gegenwärtig wird das Schlosshofgelände durch den Freundeskreis „Dorf und Schloss Döben e. V.“ sowie die Familie von Below wiederbelebt.

### Ortsname
Die Ersterwähnung als Dewin lässt eine Herleitung aus dem altsorbischen *Děvin zu *děva, „Jungfrau“ bzw. von einem Personennamen gleicher Bedeutung zu, vgl. Devín in der Slowakei.

## Entwicklung der Einwohnerzahl
| Jahr    | Einwohnerzahl                                         |
| ------- | ----------------------------------------------------- |
| 1548/51 | 14 besessene Mann, 24 Inwohner                        |
| 1764    | 14 besessene Mann, 1 Gärtner, 24 Häusler, 1 7⁄8 Hufen |
| 1834    | 314                                                   |
| 1871    | 716                                                   |
| 1890    | 908                                                   |

| Jahr | Einwohnerzahl |
| ---- | ------------- |
| 1910 | 812           |
| 1925 | 736           |
| 1939 | 660           |
| 1946 | 754           |
| 1950 | 723           |

| Jahr   | Einwohnerzahl |
| ------ | ------------- |
| 1964   | 610           |
| 1990 1 | 1168          |
| 2009   | 429           |

## Sehenswürdigkeiten
- Chorturmkirche Döben

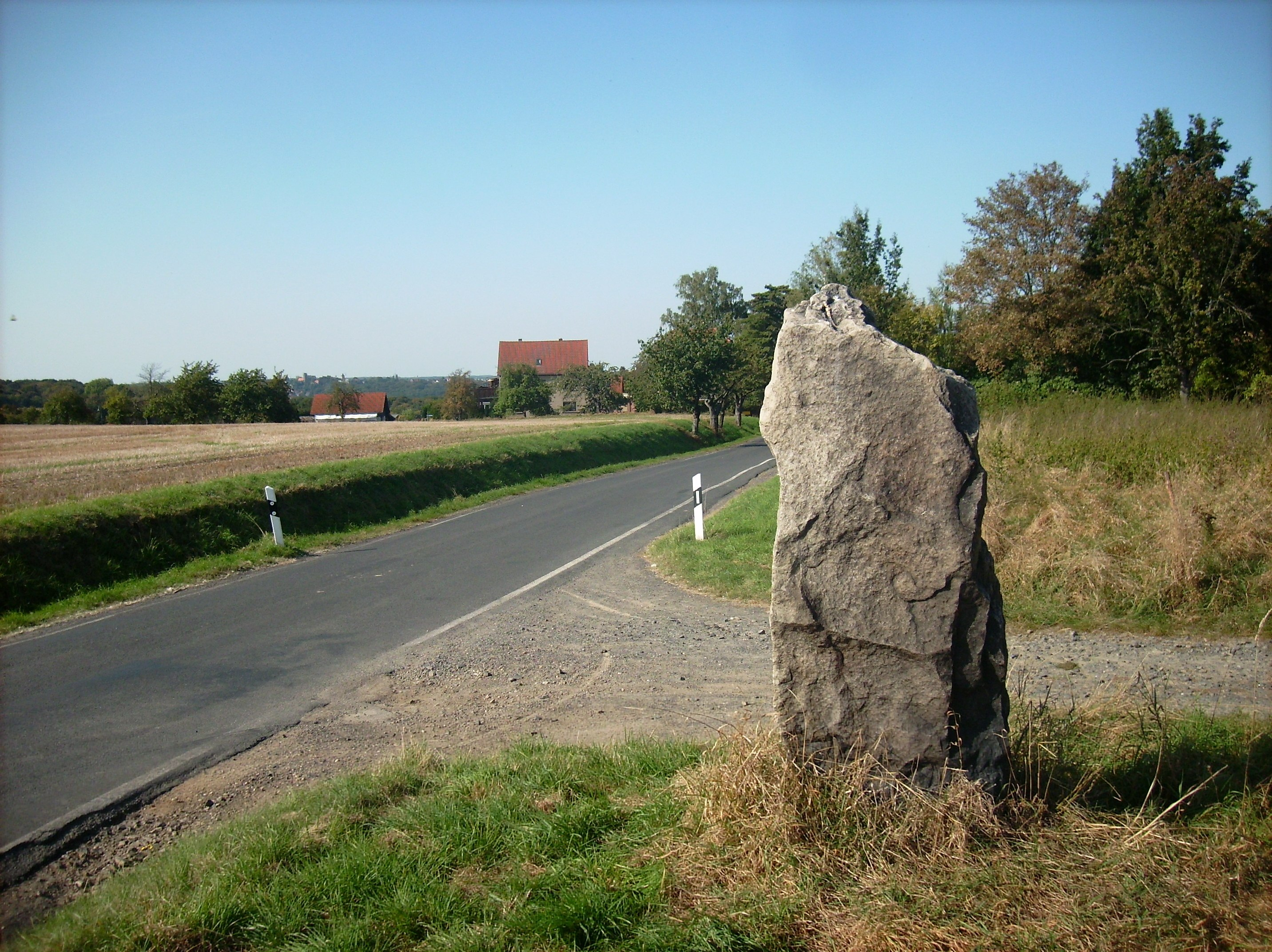
Der über 2,0 m hohe Hohe Stein

- Der Zetten ist der größte Viereckwall Sachsens. Er besitzt eine Grundfläche von 300 m × 500 m. Seit der Bronzezeit diente er den hier siedelnden Slawen als Kultplatz und Volksburg.
- Das Naturschutzgebiet Döbener Wald umfasst etwa 100 ha und befindet sich am Prallhang der Mulde zwischen Dorna und Schmorditz.
- Zwei alte Wegmale der Hohe Stein und das Steinkreuz sind Quarzite an der Straße nach Grechwitz und auf dem Dorfplatz. Vermutlich handelt es sich dabei um mittelalterliche Sühnekreuze.
- In Döben liegt der uralte Wetzstein auch Nepfchenstein genannt. Die Menschen der Bronzezeit benutzten ihn, um ihre Schwerter zu wetzen.

## Persönlichkeiten

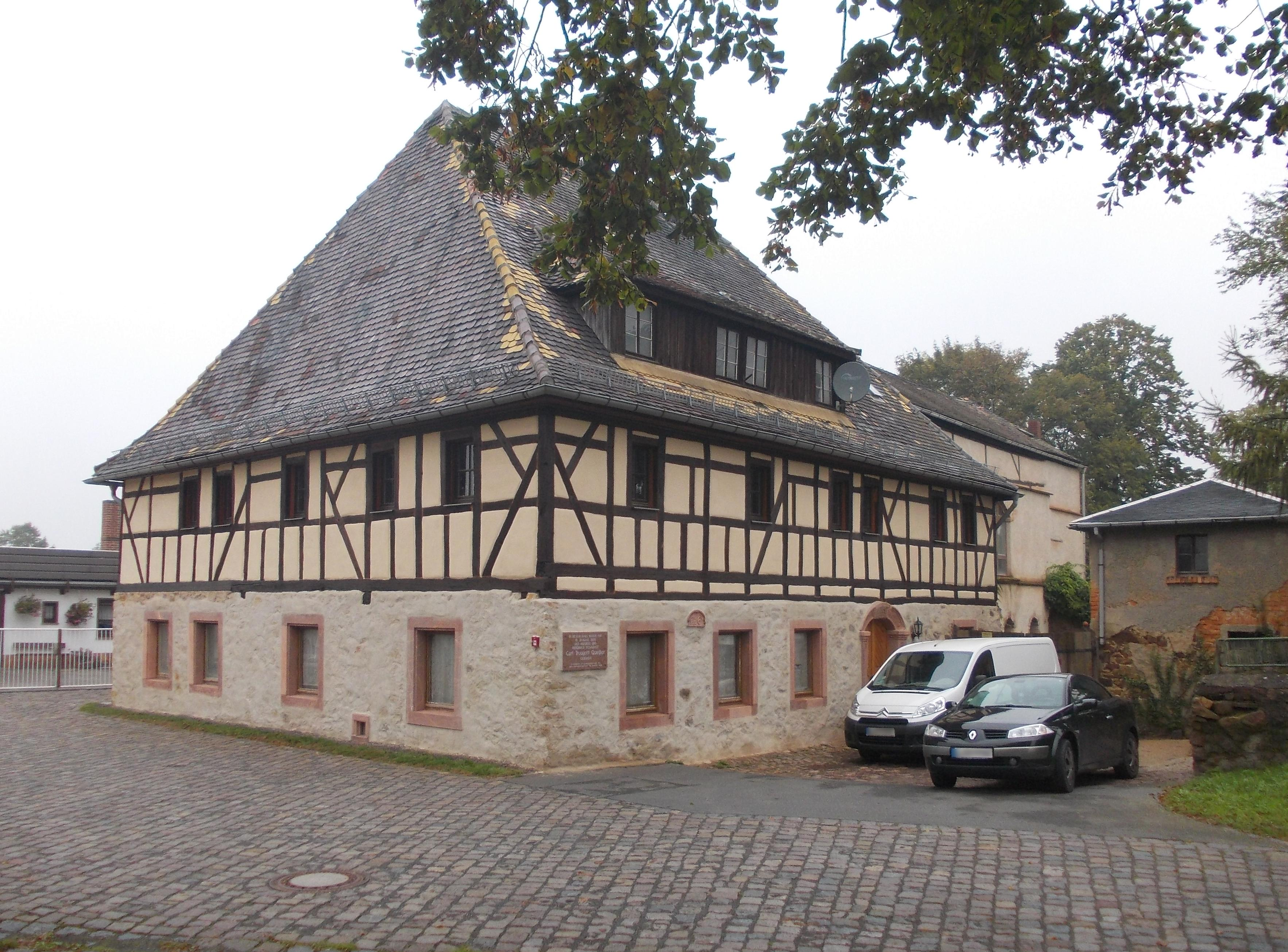
Alter Gasthof

In Döben zeugt eine Tafel am Gasthof von dem Posaunisten Carl Traugott Queisser.
Söhne und Töchter des Ortes
- Friedrich Decker (1921–2010), Maler
- Rudolf Priemer (1938–2022), Heimat- und Regionalforscher

## Trivia
Der auf einem fiktiven Kriminalfall basierenden, 1970 im Verlag Neues Leben erschienenen Jugendroman „Die versunkene Flaschenpost“ des in Nerchau geborenen Autors Siegfried Fischer, handelt minutiös in und um Schloss- und Dorf Döben.
Die detailgetreue Beschreibung der Örtlichkeiten und der Lebensumstände ihrer Bewohner machen das Buch zu einem authentischen Zeitzeugnis der sechziger Jahre dieser Gegend.